# Riziková aktiva
Riziková aktiva jsou cenné papíry nebo nemovitý majetek vykazující výrazně sníženou hodnotu v důsledku skutečných nebo potenciálních ztrát způsobených zvýšeným kreditním rizikem, tržním rizikem nebo rizikem likvidace. Jsou to nejčastěji cenné papíry, pohledávky za nesolventními dlužníky, aktiva, která obsahují významné částky z finančního pákového efektu, nebo likvidity, které jsou obchodovány s velkými až extrémními slevami. Jsou to takové majetky, které se uvádí do prodeje s výhledem rizika, obvykle za nízkou cenu, protože majitel je nucen k prodeji obchodní situací. Tou může být úpadek, nadměrný dluh nebo například regulační omezení. Samotná pohledávka bývá prodána novému majiteli pod nominální hodnotou.
V těchto vodách podnikání a investic se pohybují především hedge fondy (specifické podílové fondy investované do nemovitostí v likvidačních cenách, které nepodléhají takřka žádné regulaci) a jim podobní sofistikovaní institucionální investoři.